# NGC 6182
NGC 6182 este o galaxie spirală situată în constelația Dragonul. A fost descoperită în 24 aprilie 1789 de către William Herschel.